# Saprosma syzygiifolium
Saprosma syzygiifolium är en måreväxtart som beskrevs av Theodoric Valeton. Saprosma syzygiifolium ingår i släktet Saprosma och familjen måreväxter.
Artens utbredningsområde är Papua Nya Guinea. Inga underarter finns listade i Catalogue of Life.